# Eulithis testaceata
Eulithis testaceata là một loài bướm đêm trong họ Geometridae.